# Sugar Baby
Sugar Baby (Zuckerbaby) è un film del 1985 diretto da Percy Adlon.
Il film ha segnato la consacrazione di Marianne Sägebrecht, l'attrice protagonista.

## Trama
Monaco di Baviera, metà anni ottanta. Marianne, possente trentottenne impiegata di pompe funebri, single, passa le sue giornate tra il lavoro, il nuoto in piscina e la passione per la buona tavola e i dolci. Grassa, trasandata, mascolina, non sembra nutrire interesse per gli uomini. Ma un giorno, in metrò, rimane affascinata dalla voce di Huber, un conducente che annuncia le fermate all'altoparlante. Con un furbo escamotage lo avvicina, e approfittando di una improvvisa partenza della rude e manesca moglie, lo invita a casa sua.
Marianne, in vista dell'appuntamento, acquista trucchi, lingerie sexy, abiti succinti. Riceve quindi l'uomo: i due ben presto si lasciano travolgere dalla passione, e Marianne intravede una relazione stabile. Ma la moglie di lui, tornata improvvisamente, li sorprende in una balera, aggredendo quindi Marianne. Nonostante la netta superiorità fisica, Marianne viene picchiata selvaggiamente e lasciata distesa sul pavimento, mentre l'uomo è trascinato via dalla moglie. Nell'ultima sequenza del film, Marianne, ripresasi dopo i gravi traumi, cercherà di nuovo Huber per riprovarci.

## Curiosità
- La locandina del film raffigurava, in una divertente caricatura, i due attori protagonisti Marianne Sagebrecht ed Eisi Gulp abbracciati: la donna vi appare molto più alta e robusta dell'uomo, disegnato piccolo ed esile; in realtà Gulp era molto più alto della Sägebrecht, e, pur non essendo robusto come lei, aveva un fisico atletico e muscoloso.
- La scena del rapporto tra Marianne e Huber, ripresa con un filtro rosso, rappresenta uno dei primi nudi oversize del cinema.
- Nel 1989 fu realizzato in USA  un rifacimento di questo film, con la medesima trama. Si tratta di Baby Cakes, un film per la televisione con Ricki Lake e Craig Sheffer.

## Riconoscimenti
- 1985 - Semana Internacional de Cine de Valladolid
  - Espiga de plata